# Meryta neoebudica
Meryta neoebudica là một loài thực vật có hoa trong Họ Cuồng cuồng. Loài này được (Guillaumin) Harms mô tả khoa học đầu tiên năm 1938.